# Toxorhina tinctipennis
Toxorhina tinctipennis är en tvåvingeart som först beskrevs av Alexander 1930.  Toxorhina tinctipennis ingår i släktet Toxorhina och familjen småharkrankar.
Artens utbredningsområde är Taiwan. Inga underarter finns listade i Catalogue of Life.